# ماریو سالیه‌ری
ماریو سالیه‌ری (ایتالیایی: Mario Salieri؛ زادهٔ ۲۹ نوامبر ۱۹۵۷) تهیه‌کننده و کارگردان فیلم‌های پورنوگرافی اهل کشور ایتالیا است.
وی در ابتدا کار خود را با ساخت فیلم‌هایی در آمستردام برای بازار ایتالیا آغاز نمود. وی از اوایل دههٔ ۹۰ میلادی چندین عنوان فیلم پورنوگرافی را نویسندگی و کارگردانی کرده است. وی یک شرکت فیلمسازی پورنوگرافی به نام «سالیه‌ری پرودوکشنز» دارد. ماریو سالیه‌ری تاکنون چندین جایزه در زمینهٔ فیلم‌های پورنوگرافی برنده شده است.